# Cheilosia scutellata
Espèce
Synonymes
- Chilosia scutellata (Fallén, 1817)[2]
- Cheilosia tarditas (Harris, 1780)[2]
- Eristalis scutellata Fallén, 1817[3]

Cheilosia scutellata est une espèce d'insectes diptères brachycères de la famille des Syrphidae et du genre Cheilosia. La larve est mycophage de certains cèpes et truffes sur l'ensemble de l'écozone paléarctique.

## Description

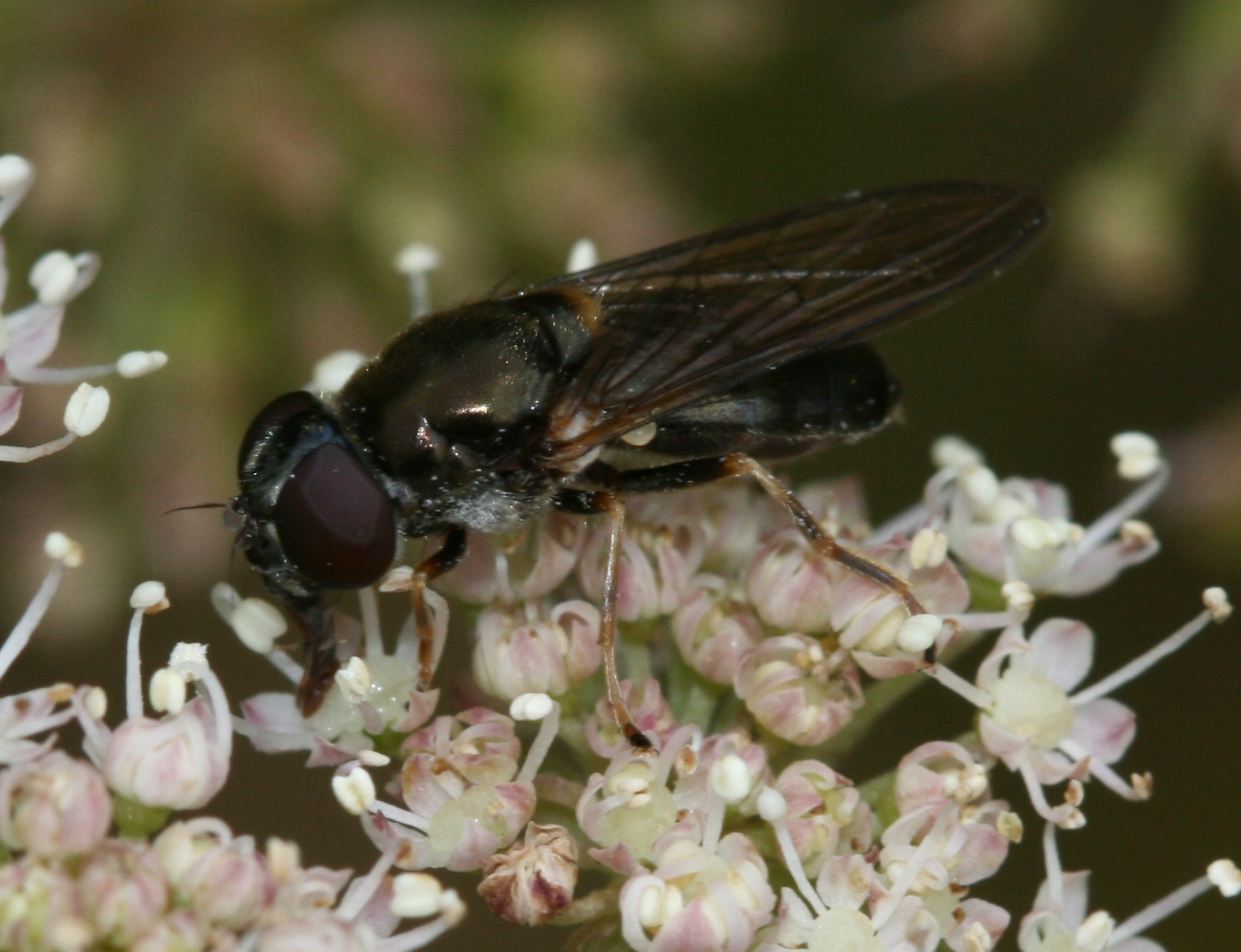
Cheilosia scutellata (femelle).

Cette petite mouche noire au tégument finement ponctué et aux poils noirs très saillants mesure de 10 à 11 mm de long. Elle présente une face nue montrant une excroissance centrale élargie et étendue jusqu’au bord des yeux. Le péristome de la femelle est orné d'une tache jaunâtre de chaque côté. Le thorax est surmonté d'un scutellum à l’extrémité jaune ainsi que de petites excroissances à proximité des ailes (calus huméraux) parfois jaunâtres et des balanciers orange. Les tarses I sont jaunes et les basitarses III brunis sur l’arête externe.

## Biologie
La larve est mycophage, creusant un tunnel dans les tissus de divers grands champignons basidiomycètes tels que les Bolets Boletus edulis, Boletus pinetorum, Boletus erythropus, les truffes Tuber melanosporum et Tuber uncinatum et certains Polyporus,,,
Les imagos sont visibles d'avril à octobre (voire novembre) sur la végétation basse et les buissons dans les forêts, sous les rayons du soleil de petits sous-bois, comme le long des voies et aux bords des clairières. Floricoles, ils visitent les Ombellifères blanches telles que Heracleum et Aegopodium ainsi que Calluna, Chaerophyllum, Cirsium, Cistus, Crataegus, Galium, 'Hedera, Hieracium, Ranunculus, Sambucus ebulus et Sorbus,. 

## Écologie et répartition
Cette espèce apprécie un large éventail de types forestiers allant de la forêt de conifères du Nord de l'Europe au maquis méditerranéen, rejetant apparemment Betula, Fraxinus et Picea.
Elle est présente dans toute l’Europe de l'Irlande et de la Fennoscandie à la péninsule ibérique et à la Grèce, sur l'ensemble du pourtour méditerranéen européenne et d'Afrique du Nord jusqu'à l'Asie mineure, le Caucase, la Sibérie jusqu'au Japon,.